# Паралельний інтерфейс

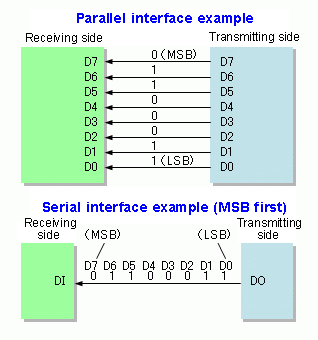
Паралельний і послідовний інтерфейси

Паралельний інтерфейс — спосіб взаємодії цифрових електронних пристроїв (таких як комп'ютери або пристрої вводу/виводу), при якому за один момент часу передаються відразу всі біти даних. Для цього в паралельному інтерфейсі для кожного розряду даних є своя фізична лінія на відміну від послідовного інтерфейсу, через який інформація передається по одній лінії, послідовно біт за бітом.
Паралельний інтерфейс дозволяє передавання даних з більшою швидкістю й спрощує синхронізацію.